# Eileen Barbosa
Eileen Almeida Barbosa é uma escritora cabo-verdiana e ex-assessora do Primeiro-Ministro.
É formada em Turismo e Marketing.  Em 2005, recebeu o Prêmio Nacional de Revelação do Pantera para Contos, bem como o Prêmio de Revelação do Pantera para Poesia. Eileenístico, uma coleção de contos, foi publicado e premiado em 2007. 

Em 2014, Barbosa foi escolhida como um dos nomeados no projeto Africa39 para projetar jovens escritores africanos promissores,  e foi incluída a  antologia Africa39: New Writing from Africa South of the Sahara (editado por Ellah Allfrey, 2014). Um crítico comentou: "Minha obra favorita foi a melíflua e apaixonada 'Two Fragments of Love' de Eileen Almeida Barbosa, e espero que mais de sua obra seja traduzida para o inglês."  Outro crítico se referiu à história como "uma peça lírica calmante". 